# Andrew Marriner
Pour les articles homonymes, voir Marriner.
Andrew Marriner est un clarinettiste britannique né le 25 février 1954 à Londres.

## Biographie
Andrew Marriner naît le 25 février 1954 à Londres. Il est le fils du chef d'orchestre Neville Marriner.
Entre 1962 et 1964, il est élève de l'école du King's College de Cambridge, où il est membre du chœur de l'institution, puis de la King's School (en) de Canterbury entre 1967 et 1971, avant d'entrer à l'Université d'Oxford en 1972 et d'étudier en Allemagne, à la Musikhochschule de Hanovre, entre 1973 et 1977.
À l'issue de ses études, Andrew Marriner commence une carrière comme soliste et musicien dans les principaux orchestres londoniens. En 1986, il devient clarinette solo de l'Orchestre symphonique de Londres, et occupe le même poste en parallèle à l'Academy of St Martin in the Fields à compter de 1987.
Comme interprète, il est le créateur de plusieurs œuvres, de Robin Holloway (Concerto pour clarinette, 1997), Dominic Muldowney et John Tavener, notamment.
Comme pédagogue, Andrew Marriner est professeur à la Guildhall School of Music and Drama et à la Royal Academy of Music de Londres.